# Omega-3-fettsyror
Omega-3-fettsyror (ω-3-fettsyror) är en grupp av fleromättade fettsyror. Källor för omega-3-fettsyror är bland annat rapsolja, valnötter och fet fisk. Moderfettsyran i omega-3-gruppen heter alfa-linolensyra (ALA).

## Nomenklatur

Kemisk struktur för alfa-linolensyra (ALA)

Fleromättade fettsyror består som övriga fettsyror av kedjor av kolatomer och första kolatomen bildar en karboxylgrupp (-COOH), och sista kolatomen i kedjan, omega-atomen, bildar en metylgrupp (-CH3). Fleromättade fettsyror skiljer sig från mättade och enkelomättade genom att kedjorna innehåller minst två dubbelbindningar mellan kolatomer.
"Omega" betecknar i traditionell kemisk nomenklatur den sista kolatomen sett från karboxylgruppen. Denna omega-kolatom bildar en metylgrupp, och omega-3 betecknar den kolatom som ligger som nummer tre räknat från och med omega-kolatomen, och att det finns en dubbelbindning mellan tredje och fjärde kolatomen sett från metylgruppen. Att en fettsyra betecknas som "omega-3" talar bara om var den första dubbelbindningen från metylgruppen finns. Det kan finnas flera dubbelbindningar i fettsyra-molekylen. Vidare beskriver inte omega-3 längden på fettsyra-molekylen. Många olika fettsyror kan alltså kategoriseras som omega-3.

## Förekomst i födoämnen

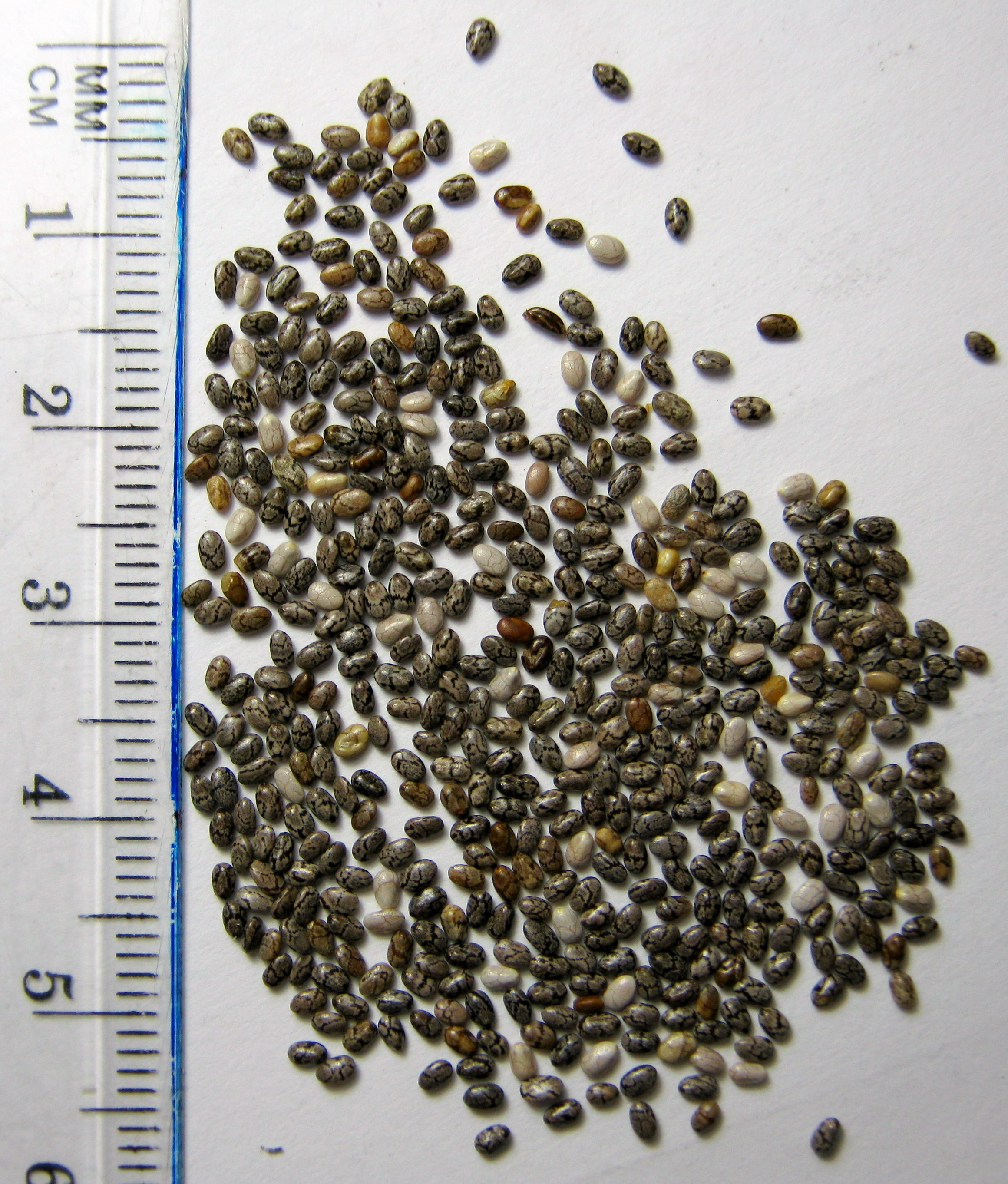
Chiafrön är rika på omega-3.

Av de fleromättade omega-3-fettsyrorna förekommer alfa-linolensyra (ALA) i vegetabiliska oljor, bland annat linfrö-, raps-, valnöt-, hampa- och solrosolja samt linfrön, valnötter, kiwi och gröna bladväxter. Av alfa-linolensyra kan kroppen, i mycket liten utsträckning, bilda de längre fleromättade fettsyrorna eikosapentaensyra (EPA) och dokosahexaensyra (DHA). Färdigbildat EPA och DHA finns i mikroalger och i små mängder i landlevande vegetabilier. Kapslar med EPA och DHA finns också att köpa. Färdigbildat EPA och DHA anses ha ett högre näringsvärde än alfa-linolensyra.
I fisk och skaldjur förekommer de längre fleromättade fettsyrorna EPA och DHA. Dessa är inte essentiella eftersom de kan bildas i kroppen från alfa-linolensyra. EPA och DHA förekommer i fet fisk, framför allt makrill, sill och lax. Fiskarna tillverkar inte omega-3-fettsyrorna själva utan de tillgodogör sig dessa genom att äta mikroalger. Fettsyrorna lagras in i fiskens fett och hjälper den att bibehålla sin rörlighet vid lägre temperaturer genom att de mer förgrenade fettsyrorna är väsentligt mer elastiska jämfört med mättade fettsyror.

## Hälsoeffekter
Det finns inte vetenskapliga belägg för att ökat intag av omega-3-fettsyror är associerat till lägre total risk för dödlighet.

### Hjärt- och kärlsjukdomar
Det finns evidens av låg till måttlig säkerhet att ökat intag av långa omega-3-fettsyror (EPA och DHA) leder till en marginellt minskad risk för kranskärlssjukdom samt dödlighet till följd av kranskärlssjukdom. Vidare finns det vetenskapliga belägg för att ett ökat intag av ALA marginellt minskar risken för kranskärlssjukdom och hjärtrytmrubbningar.

### Depression
Det saknas vetenskapliga belägg för att omega-3-fettsyror lindrar symtom vid ångest och depression.

## Intag
Enligt Livsmedelsverket bör fem till tio procent av en vuxens energiintag komma från fleromättade fetter, varav ungefär en procentenhet från omega-3. Det motsvarar cirka 2,5 till 3 gram omega-3 fett om dagen, vilket är lika mycket som finns i en portion lax eller 2 matskedar rapsolja. Vid en varierad kosthållning, där fisk ingår, är det sällan några problem att få i sig tillräckligt mycket omega-3.
Särskilt för gravida kvinnor är det viktigt att äta fet fisk minst en gång i veckan då fostret behöver DHA och EPA för korrekt utveckling. Makrill, odlad lax och inlagd sill rekommenderas då de är feta och inte innehåller miljögifter så länge den odlade laxen inte har fått foder gjord av fisk från Östersjön och sillen inte är hämtad från Östersjön och/eller Bottniska viken.